# لاریسا باکورووا
لاریسا باکورووا (اوکراینی: Лариса Бакурова؛ چینی: 拉瑞莎·巴庫洛瓦; پین‌یین: Lāruìshā Bākùluòwǎ؛ زادهٔ ۲۱ فوریهٔ ۱۹۸۵) مدل و بازیگر اوکراینی‌الاصل اهل تایوان است.
او یک ورزشکار حرفه‌ای ژیمناستیک ریتمیک بود که به هنرپیشگی و مدلینگ روی آورد و پس از ازدواج با یک مرد تایوانی، نخستین زن اوکراینی‌الاصلی بود که توانست با شرطِ کنار گذاشتن تابعیت اوکراین و پس از گذراندن مراحل اداری سخت و پیچیده، به تابعیت کشور تایوان در آید.